# 이우성
이우성(李宇盛, 1994년 7월 17일 ~ )은 KBO 리그 NC 다이노스의 외야수, 지명타자이다.

## 아마추어 시절
대전고등학교 입학과 동시에 주전 외야수, 4번 타자로 활약했다. 2학년 때는 15경기에서 타율 0.431, 15타점을 기록했고, 3학년 때는 5툴 플레이어로서의 존재감을 과시하며 팀 내 에이스였던 조상우와 함께 전국구 스타로 발돋움했다. 체구가 크고 공격적인 주루 플레이 때문에 '대전고 김동주'라는 별명을 얻었으며, 2학년 때부터 3학년 때까지 2년 연속으로 청소년 대표로 선발돼 2011년 3개국 친선 대회, 2012년 세계 청소년 대회에 국가대표로 출전했다.

## 두산 베어스시절
2013년 신인 드래프트에서 전체 15순위(2라운드)로 입단하였다. 1군에서 단 한 경기도 출전하지 못하고 시즌 후 상무 야구단에 입대했다.

## 상무 야구단시절
2013년 시즌 후에 입단하였다.

## 두산 베어스복귀
2015년에 복귀하였다. 2016년 4월 1일 삼성 라이온즈와의 경기에 출전하며 데뷔 첫 경기를 치렀고, 경기에서 1타수 무안타를 기록했다.

## NC 다이노스시절
2018년 7월 30일 당시 NC 다이노스 소속이었던 윤수호와 1:1 트레이드를 통해 이적했다.
2025년 7월 28일에 최원준, 홍종표와 3:3 트레이드되어 이적하였다.

## KIA 타이거즈시절
2019년 7월 6일 당시 KIA 타이거즈 소속이었던 이명기와 1:1 트레이드를 통해 이적했다.

## 국가대표 경력

### 2015년 아시아 야구 선수권 대회
2015년 9월에 국가대표로 선발됐다. 이 대회에서 주전 좌익수로 기용돼 좋은 수비와 더불어 중심 타자로 활약했다. 일본전에서 경기 후반에 선두 타자로 나와 안타를 쳐 내며 역전승의 발판을 마련했다. 이로써 한국은 16년 만에 아시아 정상 자리를 되찾았고, 대회 내내 고감도 타격을 선보였던 그는 타율 0.692(13타수 9안타)을 기록하며 타격왕으로 선정됐다.

## 출신 학교
- 대전유천초등학교
- 한밭중학교
- 대전고등학교

## 가족관계
- 배우자 : 옥혜경 (1994년, 2022년 1월 16일 ~ 현재)
- 자녀 : 슬하 1녀 (2024년 6월 7일 생)

## 통산 기록
| 연도 | 팀명  | 타율  | 경기 | 타수 | 득점 | 안타 | 2루타 | 3루타 | 홈런 | 루타 | 타점 | 도루 | 도실 | 볼넷 | 사구 | 삼진 | 병살 | 실책 |
| ---- | ----- | ----- | ---- | ---- | ---- | ---- | ----- | ----- | ---- | ---- | ---- | ---- | ---- | ---- | ---- | ---- | ---- | ---- |
| 2016 | 두산  | 0.200 | 2    | 5    | 0    | 1    | 0     | 0     | 0    | 1    | 0    | 0    | 0    | 0    | 0    | 2    | 0    | 0    |
| 2017 | 두산  | 0.000 | 2    | 2    | 0    | 0    | 0     | 0     | 0    | 0    | 0    | 0    | 0    | 0    | 0    | 1    | 0    | 0    |
| 2018 | NC    | 0.226 | 71   | 177  | 24   | 40   | 9     | 0     | 4    | 61   | 24   | 1    | 2    | 16   | 4    | 57   | 6    | 5    |
| 2019 | KIA   | 0.219 | 60   | 151  | 19   | 33   | 4     | 0     | 6    | 55   | 22   | 0    | 0    | 12   | 2    | 40   | 3    | 1    |
| 2020 | KIA   | 0.203 | 48   | 59   | 5    | 12   | 1     | 0     | 0    | 13   | 3    | 1    | 0    | 6    | 2    | 11   | 2    | 0    |
| 2021 | KIA   | 0.200 | 65   | 85   | 12   | 17   | 5     | 0     | 0    | 22   | 4    | 2    | 1    | 13   | 0    | 17   | 2    | 1    |
| 2022 | KIA   | 0.292 | 80   | 120  | 23   | 35   | 7     | 0     | 1    | 45   | 12   | 1    | 3    | 12   | 1    | 20   | 5    | 2    |
| 2023 | KIA   | 0.301 | 126  | 355  | 39   | 107  | 17    | 0     | 8    | 148  | 58   | 8    | 1    | 31   | 5    | 81   | 10   | 1    |
| 2024 | KIA   | 0.288 | 112  | 399  | 56   | 115  | 16    | 1     | 9    | 160  | 54   | 7    | 1    | 44   | 3    | 89   | 17   | 8    |
| 통산 | 9시즌 | 0.266 | 566  | 1353 | 178  | 360  | 59    | 1     | 28   | 505  | 177  | 20   | 8    | 134  | 17   | 318  | 45   | 18   |